# Christopher Dibon
Christopher Dibon (ur. 2 listopada 1990 w Schwechat) – austriacki piłkarz grający na pozycji obrońcy, zawodnik Rapid Wiedeń.

## Życiorys

### Kariera klubowa
Swoją karierę piłkarską Dibon rozpoczął w klubie SV Schwechat. Następnie w 2002 podjął treningi w Admirze Wacker Mödling. W 2007 awansował do kadry pierwszego zespołu Admiry i w sezonie 2007/2008 zadebiutował w niej w austriackiej Regionallidze. Wiosną 2008 został wypożyczony do występującego w Erste Lidze, SK Schwadorf. W sezonie 2010/2011 wywalczył z Admirą Wacker awans z Erste Liga do Bundesligi. W Admirze Wacker grał do końca sezonu 2011/2012.
Latem 2012 Dibon przeszedł do klubu Red Bull Salzburg. W Red Bullu zadebiutował 25 sierpnia 2012 w zremisowanym 1:1 domowym meczu z SC Wiener Neustadt.
1 lipca 2013 został wypożyczony do austriackiego klubu Rapid Wiedeń, umowa do 30 czerwca 2014 z opcją kupna.
1 lipca 2014 podpisał kontrakt z Rapidem Wiedeń, umowa została przedłużona 15 maja 2016 i obowiązuje do 30 czerwca 2020.

### Kariera reprezentacyjna
W swojej karierze Dibon grał w reprezentacji Austrii U-18, reprezentacji Austrii U-19 i U-21. W dorosłej reprezentacji zadebiutował 7 czerwca 2011 w wygranym 3:1 towarzyskim meczu z Łotwą, rozegranym w Grazu. W 75. minucie tego meczu zdobył gola.

## Statystyki

### Klubowe
Stan na 1 września 2019
| Sezon   | Klub                  | Kraj    | Rozgrywki    | Mecze | Bramki |
| ------- | --------------------- | ------- | ------------ | ----- | ------ |
| 2007/08 | Admira Wacker Mödling | Austria | Regionalliga | 15    | 2      |
| 2007/08 | SK Schwadorf          | Austria | Erste Liga   | 12    | 2      |
| 2008/09 | Admira Wacker Mödling | Austria | Erste Liga   | 25    | 0      |
| 2009/10 | Admira Wacker Mödling | Austria | Erste Liga   | 31    | 3      |
| 2010/11 | Admira Wacker Mödling | Austria | Erste Liga   | 36    | 1      |
| 2011/12 | Admira Wacker Mödling | Austria | Bundesliga   | 20    | 1      |
| 2012/13 | Red Bull Salzburg     | Austria | Bundesliga   | 6     | 0      |
| 2013/14 | Rapid Wiedeń          | Austria | Bundesliga   | 27    | 0      |
| 2014/15 | Rapid Wiedeń          | Austria | Bundesliga   | 16    | 1      |
| 2015/16 | Rapid Wiedeń          | Austria | Bundesliga   | 23    | 1      |
| 2016/17 | Rapid Wiedeń          | Austria | Bundesliga   | 26    | 1      |
| 2017/18 | Rapid Wiedeń          | Austria | Bundesliga   | 0     | 0      |
| 2018/19 | Rapid Wiedeń          | Austria | Bundesliga   | 15    | 2      |
| 2019/20 | Rapid Wiedeń          | Austria | Bundesliga   | 6     | 0      |

## Sukcesy

### Klubowe
FC Admira Wacker Mödling U17
- Mistrz Jugendliga U17 (Austria): 2005/2006

FC Admira Wacker Mödling
- Mistrz Pierwszej Ligi (Austria): 2010/2011

Rapid Wiedeń
- Zwycięzca Grupy Ligi Europy: 2015/2016